# Кенет Кларк (психолог)
Кенет Банкрофт Кларк (енгл. Kenneth Bancroft Clark; јул 1914 - 1. мај 2005) је био амерички социјални психолог. Сматра се да су његова достигнућа у области психологије и образовања дала изузетно велики допринос променама у америчком друштву. Такође, Кенет Б. Кларк ће остати упамћен као истраживач у области друштвених наука кога је 1954. године у фусноти 11 одлуке у случају Браун против Одбора за образовање цитирао Врховни суд Сједињених Америчких Држава. Сама истраживања о утицају предрасуда и дискриминације на развој личности које је Кенет Кларк приказао у сажетку који је цитирао Врховни суд, Кларк је урадио заједно са својом супругом Мејми Фипс Кларк која се такође бавила социјалном психологијом. Поред тога, Кенет Б. Кларк је био први афроамериканац који је стекао звање доктора наука на Универзитету Колумбија, као и први црни председник Америчког удружења психолога.

## Живот
Кенет Б. Кларк је рођен јула 1914. године у Панами, у Зони панамског канала која је у то време била под управом Сједињених Америчких Држава. Иако су му родитељи били добростојећи, мајка је сматрала да ће Кенет и његова млађа сестра у Сједињеним Америчким Државама добити боље образовање. Због тога се, када је Кенет имао пет година, сели са децом у Харлем, у Њујорку. Његов отац се није одлучио за селидбу, зато што није желео да његова раса буде одлучујући фактор у добијању посла. У то време црнцима није било лако у Харлему јер је расизам представљао саставни део америчке културе. У основној школи Кларк је био изузетан ђак, али када је требало да крене у средњу школу суочио се са проблемом везаним за расну дискриминацију. Наиме, у то време су школски саветници саветовали већину црних ученика да уписују трговачку школу у којоје се уче конкретне вештине. Кларкова мајка се побунила рекавши да није дошла у Сједињене Америчке Државе да би одгојила фабричког радника. Након тога, Кларк уписује академску средњу школу у којој се такође показао као изузетан ученик. Од свих предмета најбоље му је ишла економија, због чега је планирао каријеру у тој области. Међутим, мишљење је ипак променио, због расне дискриминације од стране свог наставника. После инцидента са наставником у средњој школи, Кларк се заинересовао за питање расизма.
По завршетку средње школе, Кларк се 1931. уписује на Универзитет Ховард у Вашингтону. Ховард је у то време био један од ретких универзитета на којем су црнци могли да студирају. Иако је на почетку студија имао намеру да се посвети медицини, након уводног курса психологије код професора Френсиса Самнера, првог црног доктора психологије, Кларк мења мишљење и на Ховарду 1935. године завршава основне, а 1936. године мастер студије психологије. После дипломирања, Кларк остаје да ради као предавач на Департману за психологију на Универзитету Ховард.
Након годину дана предавања на Ховарду, Кларк схвата да његово знање у области псхологије треба продубити и уписује докторске студије на Универзитету Колумбија. Тако 1940. године Кларк постаје први афро-Американац који докторира на овом универзитету. Две године пре докторирања, 1938. Кларк се оженио са Мејми Фипс са којом је урадио велики део истраживања током своје професионалне каријере. Најдужи део своје каријере Кенет Кларк провео је као професор на Сити колеџу у Њујорку, а такође је био и гостујући професор на Харварду, Универизитету Колумбија и Берклију.
Током професионалне каријере Кларка је посебно интересовао расизам који је представљао окосницу његвих истраживања. Био је посебно забринут због ефеката расизма на децу и младе, нарочито због слике коју млади црнци стварају о себи под утицајем расизма. Учествовао је и у многим пројектима и програмима за добробит црне омладинске заједнице. 
Кларкова најпознатија дела су: Prejudice and Your Child (1955), Dark Ghetto: Dilemmas of Social Power (1965), A Possible Reality (1972), и Pathos of Power (1975).
Умро је 1. маја 2005. године.